# 野口自動車
株式会社野口自動車は、神奈川県横浜市中区に本社を置く、特装車メーカーである。消防車、電波測定車、霊柩車などの製造・販売を行っている。

## 概要
特装車の製造・販売、軽架装を行っている。

## 沿革
- 1896年 - 横浜市中区石川町に馬車の幌並びに内装業を創業。
- 1915年 - 自動車の輸入により、自動車内装業に転進
- 1949年 - 横浜市中区曙町に本社を設立し有限会社に改組
- 1970年 - 横浜市保土ヶ谷区権太坂に保土ヶ谷工場を建設
- 1974年 - 横浜市戸塚区阿久和町（現・瀬谷区阿久和西）に戸塚工場を建設
- 1980年 - 株式会社に組織変更